# Chenopodiastrum
Chenopodiastrum – rodzaj roślin z rodziny szarłatowatych, w systemach klasyfikacyjnych w XX wieku gatunki tu należące zaliczane były do szeroko wówczas ujmowanego rodzaju komosa Chenopodium klasyfikowanego zwykle do komosowatych (Chenopodiaceae). Zalicza się do niego 8 gatunków. Zasięg rodzaju obejmuje strefę umiarkowaną i subtropikalną półkuli północnej, do równika schodząc we wschodniej Afryce. Na półkuli południowej przedstawiciele rodzaju rosną w Australii. Poza tym rośliny z tego rodzaju są szeroko rozpowszechnione jako introdukowane, z wyjątkiem części strefy równikowej i okołopolarnej.
W Polsce dwa gatunki występują jako introdukowane i zadomowione – komosa wielkolistna Ch. hybridum i komosa murowa Ch. murale.

## Morfologia
PokrójRośliny jednoroczne o bezwonnych prosto wzniesionych, rozgałęzionych pędach, za młodu nieco owłosionych, później łysiejących.
LiścieSkrętoległe, ogonkowe, o blaszce lancetowatej, rombowatej do trójkątnej lub jajowatej, na brzegu nieregularnie ząbkowanej, klapowanej lub pierzastosiecznej z ząbkowanymi łatkami.
KwiatyObupłciowe i jednopłciowe (żeńskie), zebrane w zwarte kłębiki tworzące kłosopodobne lub wiechowate kwiatostany szczytowe lub wyrastające z kątów liści. W obrębie kwiatostanów u niektórych gatunków występują liście, u innych ich brak. W kwiatach jest 5 listków okwiatu i są one zrośnięte tylko u nasady. Wyróżniają się wyraźnym grzbietem biegnącym wzdłuż osi listka. Pręcików jest 5. Zalążnia jest górna, zwieńczona jest szyjką z dwoma znamionami.
OwoceJednonasienne orzeszki o owocni błoniastej, zwykle ściśle przylegającej do łupiny nasiennej. Nasiona są spłaszczone, soczewkowate, na brzegu zaostrzone lub tępe, czarne, na powierzchni dziurkowane, żłobione nieregularne lub gładkie.

## Systematyka
Rodzaj z rodziny szarłatowatych Amaranthaceae w jej szerokim ujęciu (obejmującym komosowate Chenopodiaceae). W obrębie rodziny rodzaj należy do podrodziny komosowych Chenopodioideae i plemienia Chenopodieae lub w innym ujęciu Atripliceae.
Rodzaj należy do grupy wyróżnionych w XIX wieku i później łączonych w szeroko ujmowany rodzaj komosa Chenopodium. Na początku XXI wieku zastosowanie metod molekularnych wykazało, że tradycyjne, szerokie ujęcie rodzaju Chenopodium powoduje, że nie jest to takson monofiletyczny (różne grupy gatunków okazały się bliżej spokrewnione z rodzajami łoboda Atriplex, szpinak Spinacia czy świniochwast Axyris, niż z sobą nawzajem). W wąskim ujęciu rodzaj Chenopodium okazał się siostrzany grupie obejmującej rodzaj łoboda Atriplex. Wcześniej na drzewie filogenetycznym prowadzącym do tej grupy oddzielił się rodzaj Lipandra, a jeszcze wcześniej – klad obejmujący Chenopodiastrum i siostrzany względem niego rodzaj Oxybasis.
Wykaz gatunków
- Chenopodiastrum badachschanicum (Tzvelev) S.Fuentes, Uotila & Borsch
- Chenopodiastrum coronopus (Moq.) S.Fuentes, Uotila & Borsch
- Chenopodiastrum erosum (R.Br.) Uotila
- Chenopodiastrum fasciculosum (Aellen) Mosyakin
- Chenopodiastrum gracilispicum (H.W.Kung) Uotila
- Chenopodiastrum hybridum (L.) S.Fuentes, Uotila & Borsch – komosa wielkolistna
- Chenopodiastrum murale (L.) S.Fuentes, Uotila & Borsch – komosa murowa
- Chenopodiastrum simplex (Torr.) S.Fuentes, Uotila & Borsch